# Уктыча
Уктыча — село в Сретенском районе Забайкальского края России. Входит в состав сельского поселения «Фирсовское».

## География
Село находится в центральной части района, на левом берегу реки Шилки, на расстоянии примерно 36 километров (по прямой) к северо-востоку от города Сретенска. Абсолютная высота — 435 метров над уровнем моря.
Климат
Климат характеризуется как резко континентальный с продолжительной холодной малоснежной зимой и коротким тёплым летом. Среднегодовая температура воздуха составляет −5,3 — +3 °С. Средняя многолетняя температура самого холодного месяца (января) составляет −28 — −24 °С (абсолютный минимум — −55 °С), температура самого тёплого (июля) — 16 — 19 °С (абсолютный максимум — 40 °С). Безморозный период длится в течение 80 — 100 дней. Среднегодовое количество осадков — 350—400 мм.
Часовой пояс
Село Уктыча находится в часовой зоне МСК+6. Смещение применяемого времени относительно UTC составляет +9:00.

## История
Основано в первой половине XVIII века. С середины XIX века — казачий посёлок, в составе Забайкальского войска. В 1883 года была построена деревянная церковь во имя св. Николая Чудотворца. В 1897 году в селе числилось 49 дворов. В начале XX века действовало одноклассное училище. В 1929 году, в ходе коллективизации, создан колхоз им. С. М. Кирова.

## Население
| 2010 | 2021 |
| ---- | ---- |
| 68   | ↘37  |

Половой состав
По данным Всероссийской переписи населения 2010 года в гендерной структуре населения мужчины составляли 55,9 %, женщины — соответственно 44,1 %.
Национальный состав
Согласно результатам переписи 2002 года, в национальной структуре населения русские составляли 99 % из 87 чел.